# Sodoma
Sodoma – wspomniane w Biblii główne miasto kananejskie, położone na nizinie (por. szefela). Według Księgi Rodzaju (Rdz 10,19) zlokalizowane było na południu kraju. Filon z Aleksandrii w swoich dziełach wzmiankuje o Sodomitach z Kanaanu – obszaru, który później Syryjczycy określili Palestyną.
Dokładne położenie Sodomy nie jest znane, choć prowadzono poszukiwania na południowym i północnym brzegu Morza Martwego. Istnieje przypuszczenie, że jej ruiny znajdują się na dnie morza. Współcześnie Sodomą nazywa się solne wzgórze Dżabal as-Sadum na południowo-zachodnim brzegu Morza Martwego. Sodoma została wspomniana przez Księgę Rodzaju (Rdz 10,19; 13,10–12; 19,24–25) w kontekście osiedlenia się Lota w Kanaanie (na równinie na wschód od południowego Kanaanu, gdzie osiadł Abraham) – i późniejszym zniszczeniu miasta przez deszcz siarki i ognia.
W 2021 roku opublikowano wyniki badań nad zniszczeniem przez meteoryt w połowie XVII wieku p.n.e. Tell el-Hammam położonego w ujściu Jordanu, co zapoczątkowało dyskusję na temat genezy przekazu biblijnego o unicestwieniu Sodomy. Wyniki tych badań budzą jednak wątpliwości wśród niektórych naukowców. 